# Marne (Filago)
Marne [ˈmarne] (Màren [ˈmaɾɛn] in dialetto bergamasco) è l'unica frazione di Filago in provincia di Bergamo.

## Storia
La località è un piccolo villaggio agricolo di antica origine e sede di parrocchia con la chiesa romanica  di San Bartolomeo.
Il paese divenne frazione di Brembate di Sotto su ordine di Napoleone, ma gli austriaci annullarono la decisione al loro arrivo nel 1815 con il Regno Lombardo-Veneto.
Dopo l'unità d'Italia il paese crebbe poco rispetto ai suoi duecento abitanti. Fu il fascismo a decidere di annettere Filago al territorio comunale, ma poi in età repubblicana il maggior peso demografico di quest'ultimo centro fece cambiare denominazione al comune, riducendo Marne a frazione.

## Monumenti e luoghi d'interesse
- Chiesa di San Bartolomeo (Filago)
- Castello di Marne